# Mario Mangiarotti
Mario Mangiarotti (Renate, 12 de julio de 1920-Bérgamo, 10 de junio de 2019) fue un deportista italiano que compitió en esgrima, especialista en la modalidad de espada. Ganó una medalla de plata en el Campeonato Mundial de Esgrima de 1951, en la prueba por equipos.

## Palmarés internacional
| Campeonato Mundial | Campeonato Mundial | Campeonato Mundial | Campeonato Mundial |
| Año                | Lugar              | Medalla            | Prueba             |
| ------------------ | ------------------ | ------------------ | ------------------ |
| 1951               | Estocolmo (Suecia) | Medalla de plata   | Espada por equipos |